# ناگاوا، ناگانو
ناگاوا، ناگانو (به لاتین: Nagawa, Nagano) یک منطقهٔ مسکونی در ژاپن است که در استان ناگانو واقع شده‌است. ناگاوا ۱۸۳٫۸۶ کیلومتر مربع مساحت و ۶٬۰۰۳ نفر جمعیت دارد.